# Corylopsis sinensis
Corylopsis sinensis är en skenhasselart som beskrevs av William Botting Hemsley. Corylopsis sinensis ingår i släktet Corylopsis och familjen trollhasselfamiljen. Utöver nominatformen finns också underarten C. s. calvescens.

## Bildgalleri

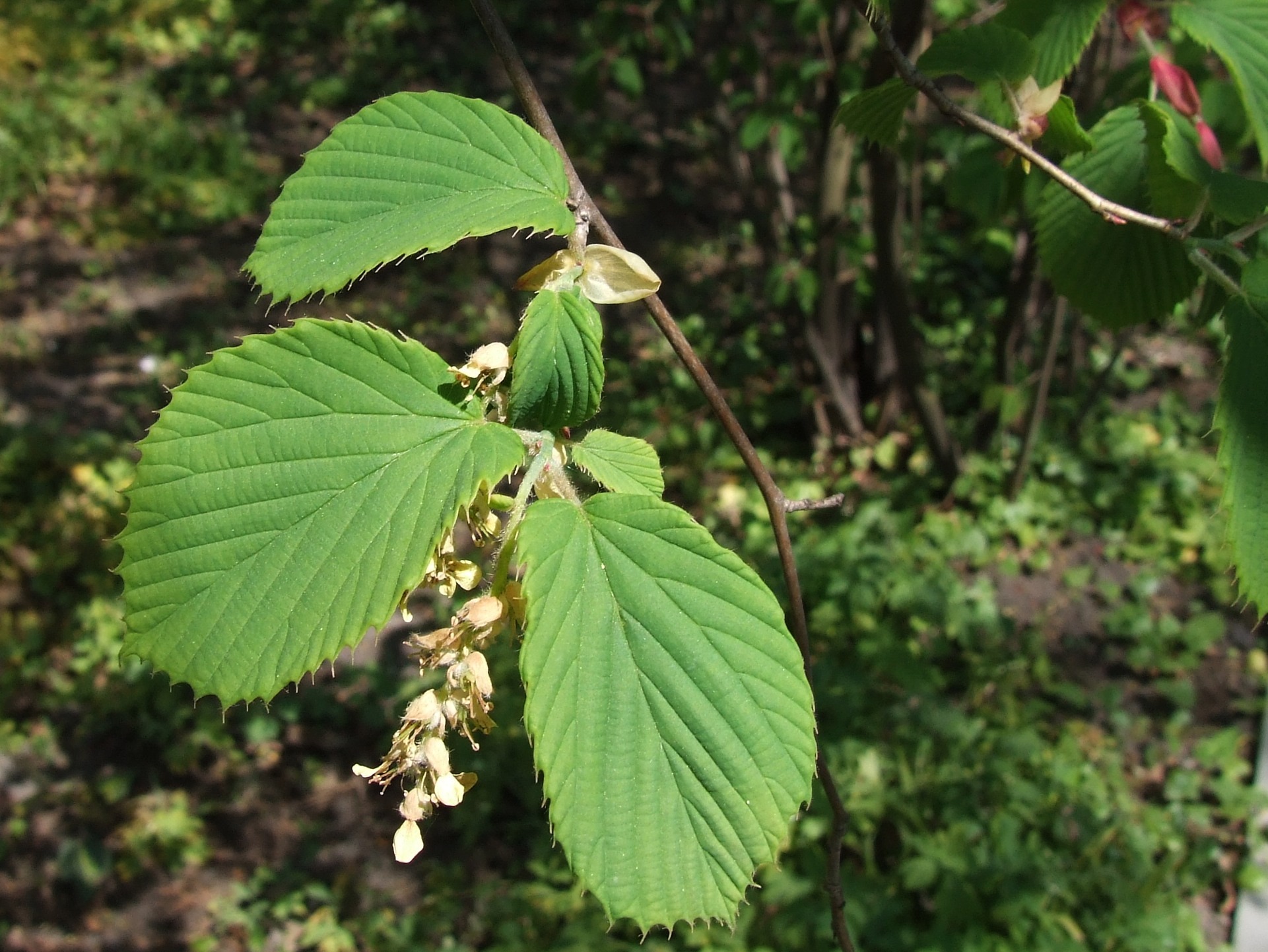
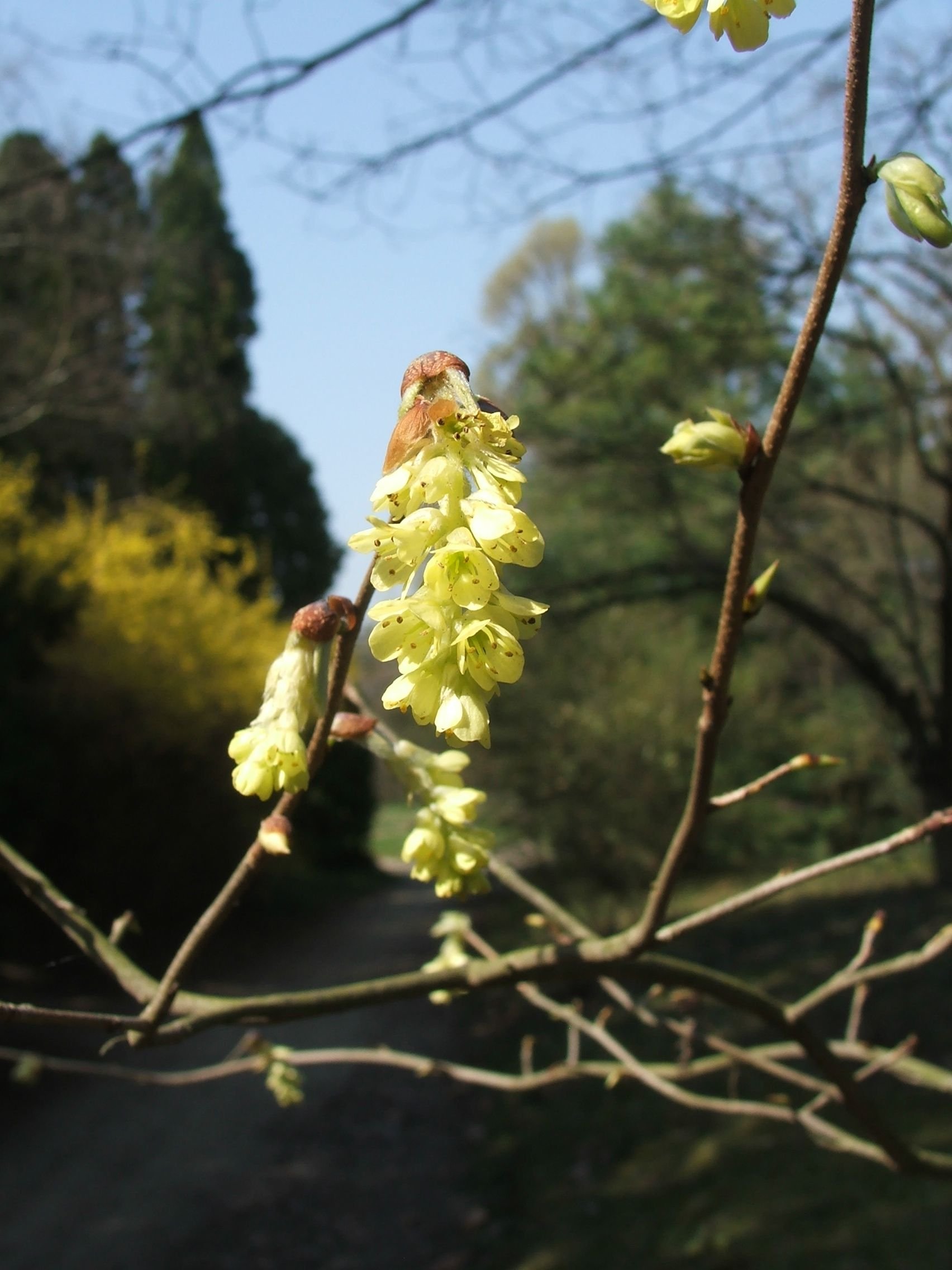
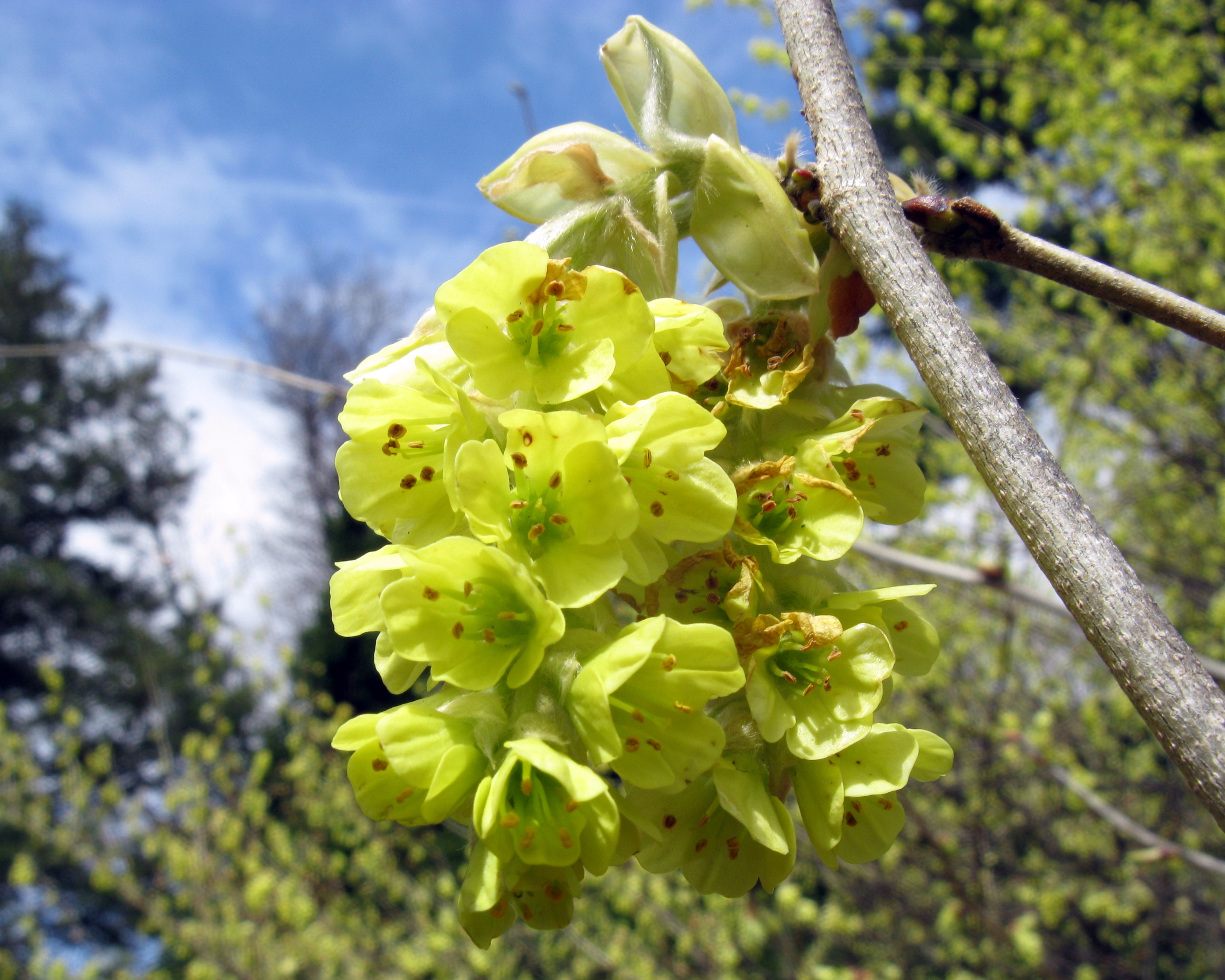